# İlay Erkök
İlay Erkök (Istanbul, 1º ottobre 1993) è un'attrice turca.

## Biografia
Originaria di Magnesia, frequenta il conservatorio statale dell'Università di Istanbul e in seguito studia recitazione presso il Royal Conservatoire of Scotland.
Nel 2013 inizia la sua carriera di recitazione con il ruolo di Demet da giovane nella serie Güneşi Beklerken, seguita nel 2015 dal ruolo di Damla Başar nella İnadına Aşk. Nel 2016 ricopre il ruolo di Sezen Şenkal nella serie Love of My Life (Hayatımın Aşkı) e quello di Aysen nel film Çetin Ceviz 2.
Nel 2017 interpreta il personaggio di Elif nel film Seni Gidi Seni. Dal 2019 al 2021 interpreta Yaren Şadoğlu / Bakırcıoğlu nella serie Hercai - Amore e vendetta (Hercai). Nel 2023 recita nel film Oyun Bitti.

## Filmografia

### Cinema
- Çetin Ceviz 2, regia di Ömer Faruk Yardımcı (2016)
- Seni Gidi Seni, regia di Sibel Tunç (2017)
- İlk Öpücük, regia di Murat Onbul (2017)
- Canım Merkez, regia di Hakan Kurşun (2022)
- Babasının Kızı, regia di Mahmut Kaptan (2023)
- Oyun Bitti, regia di Gökhan Arı (2023)

### Televisione
- Güneşi Beklerken – serie TV, 48 episodi (Kanal D, 2013-2014)
- İnadına Aşk – serie TV, 32 episodi (Fox, 2015-2016)
- Love of My Life (Hayatımın Aşkı) – serie TV, 17 episodi (Kanal D, 2016)
- Çember – serie TV, episodio Kurtar Beni (Star TV, 2017)
- Darısı Başımıza – serie TV, 5 episodi (Show TV, 2018)
- Hercai - Amore e vendetta (Hercai) – serie TV, 69 episodi (ATV, 2019-2021)
- İlk ve Son – serie TV (BluTV, 2021)

## Doppiatrici italiane
Nelle versioni in italiano dei suoi film e delle sue serie TV, İlay Erkök è stata doppiata da:
- Giorgia Locuratolo in Love of My Life, Hercai - Amore e vendetta[3]